# Pavullo nel Frignano
Pavullo nel Frignano är en ort och kommun i provinsen Modena i regionen Emilia-Romagna i Italien. Kommunen hade 17 680 invånare (2018).